# Видаль, Николас Мария
Николас Мария Видаль-и-Мадригал (исп. Don Nicolás María Vidal y Madrigal; 10 декабря 1739 — 25 мая 1806) — колониальный чиновник в Испанской Луизиане и Испанской Флориде с 1799 по 1801 годы.

## Биография
Видаль родился в Картахене-де-Индиас в 1739 году в семье Педро Луиса Видаля и Жозефины Марселины Мадригал-и-Вальдес. Он получил образование в Коллегии Сан-Бартоломе, Санта-Фе-де-Богота, Колумбия, и получил степень в области гражданского и канонического права в 1763 году. В течение 20 лет он работал адвокатом в Колумбии как для испанского правительства, так и для частных клиентов, включая исполнял обязанности временного губернатора в Попаяне и Кито. Он также работал профессором права в Colegio Seminario de San Bartolome.
В 1790 году он был отправлен в Луизиану в качестве правительственного юрисконсульта (Auditor de guerra), прибыв в Новый Орлеан 17 марта 1791 года. Отношения Видаля с Кабильдо были спорными из-за споров по более крупным вопросам, таким как вакцинация против оспы, опасности пожара и рабства, а также мелочи вокруг протокола.
После смерти губернатора Луизианы Мануэля Гайозо де Лемоса от желтой лихорадки 18 июля 1799 года Николас Видаль был назначен гражданским губернатором испанской Луизианы вместе с полковником Франсиско Булиньи, который был назначен военным губернатором территории под руководством нового исполняющего обязанности губернатора, генерала Себастьяна Кальво де ла Пуэрта, 1-го маркиза Каса-Кальво. После смерти Булиньи Видаль продолжал служить лейтенант-губернатором при Каса-Кальво, пока последний испанский губернатор Хуан Мануэль де Сальседо не прибыл, чтобы наблюдать за выполнением Третьего договора Сан-Ильдефонсо и возвращением Луизианы во Францию. После того, как передача Луизианы Соединенным Штатам была завершена, Видаль переехал в Пенсаколу, столицу испанской Западной Флориды, где он служил ревизором де герра до своей смерти в 1806 году.

## Личная жизнь
Видаля описывали как «бессовестного разбойника с обезьяньим лицом», и в своих официальных действиях он очень чутко относился к важности своего положения. Он несколько раз жаловался испанским чиновникам на публичные оскорбления и оскорбления.
Начиная с 1800 года Видаль приобрел за счет покупки и королевского гранта несколько участков вдоль Байу-Сент-Джон в Новом Орлеане, чтобы основать плантацию. Он продал собственность в 1804 году после продажи Луизианы.
Видаль признал по крайней мере четырех детей — Каролину Марию Саломею (р. 1793), Марию Хосефу де лас Мерседес (р. 1795) и двух старших дочерей — рожденных в результате отношений со свободными цветными женщинами. Неназванные дочери родились в Колумбии от женщин, идентифицированных как «свободные мулатки» и «негра либре», и остались со своими матерями в Картахене, когда Видаль переехал в Луизиану. В Луизиане он вступил в отношения с Эуфрозиной Хиснард, которой на тот момент было около 15 лет. У Хиснард и Видала были Мерседес и Каролина, а также сын, умерший в младенчестве. Хотя он не был указан в записях о крещении детей, дочери Хиснард и Видала были приняты в круг общения Видаля без скандала.
После смерти Видаля Мерседес и её мать обратились за помощью к властям США на недавно приобретенной территории Флорида в заселении поместья Видаля, что привело к конфликту между Эндрю Джексоном, недавно назначенным американским военным комиссаром и губернатором, и последним испанским губернатором Флорида, Хосе Мария Каллавой.